# Divljaštvo
Divljaštvo (engl. savagery, njem. Wildheit), u socijalnoj antropologiji, prva epoha u periodizaciji pretpovijesti ljudskog roda, najniži stupanj svijesti u čovječjoj evoluciji.
Lewis Henry Morgan u svojem je djelu Drevno društvo (Ancient Society, 1877.) kulturnu evoluciju opisao u sedam stadija: donje, srednje i gornje divljaštvo, donje, srednje i gornje barbarstvo te civilizacija. Friedrich Engels u djelu Porijeklo porodice, privatnog vlasništva i države (Der Ursprung der Familie, des Privateigentums und des Staates, 1884.) također slijedi Morganovu podjelu u tri glavne epohe te stadije pretpovijesne kulture dodatno opisuje.